# Observatorio de Haleakala
El Observatorio de Haleakala, también conocido como Observatorio de Gran Altitud de Haleakala, es el primer observatorio de investigación astronómica establecido en Hawái, Estados Unidos.
 
Está ubicado sobre la cumbre del Haleakala en la isla de Maui, a más de 3000 metros de altitud, donde tiene excelentes condiciones de observación astronómica.
 
El sitio es propiedad del Instituto de Astronomía de la Universidad de Hawái que dirige varias instalaciones y tiene arrendadas algunas parcelas a otras organizaciones.